# Попов, Роберт
Роберт Попов (16 апреля 1982, Струмица) — северомакедонский футболист, защитник. Выступал за сборную Республики Македонии.

## Биография

### Клубная карьера
Во взрослом футболе дебютировал в 2000 году выступлениями за команду клуба «Беласица» (Струмица), в которой провел три сезона, приняв участие в 72 матчах чемпионата Республики Македонии.
Своей игрой за эту команду привлек внимание представителей тренерского штаба болгарского «Литекса», к составу которого присоединился в 2003 году. Сыграл за команду из Ловеча следующие пять сезонов своей игровой карьеры. Обладатель Кубка Болгарии 2003/04.
В начале 2008 года заключил контракт с французским «Осером», в составе которого провел следующие два года своей карьеры. Из-за травмы потерял место в основе и большую часть контракта провёл во второй команде клуба.
Сезон 2011/12 провёл в швейцарском клубе «Кринс», затем до конца карьеры выступал в низших дивизионах Швейцарии за «Веттсвиль-Бонштеттен» и «Бирменсдорф».

### Карьера в сборной
Выступал за юношескую (U19) и молодёжную сборную Республики Македонии.
24 июля 2001 года дебютировал в официальном матче в составе национальной сборной Республики Македонии в игре против Катара. В течение следующих девяти лет провел в форме главной команды страны 17 матчей (по другим данным — 18), после чего перестал вызываться в ряды национальной сборной.

## Личная жизнь
Младший брат — футболист Горан Попов (род. 1984).